# Timon-Pascal Kahofer
Timon-Pascal Kahofer (ur. 10 marca 1999 w Hall in Tirol) – austriacki skoczek narciarski, reprezentant klubu WSV Wörgl. Medalista uniwersjady (2023), uczestnik mistrzostw świata w lotach narciarskich (2020).

## Przebieg kariery
Kahofer zaczął uprawiać skoki narciarskie w wieku 6 lat, za namową swojego starszego brata. W lutym 2019 w Villach zadebiutował w FIS Cupie, dwukrotnie kończąc zawody na 42. miejscu. Pierwsze punkty cyklu zdobył w październiku 2019 na tej samej skoczni dzięki zajęciu 5. pozycji. W marcu 2020 w Lahti w swoim debiucie w Pucharze Kontynentalnym zajął 24. lokatę.
19 września 2020 konkurs Letniego Pucharu Kontynentalnego w Wiśle ukończył na 3. miejscu, tym samym po raz pierwszy stając na podium zawodów tej rangi. 28 listopada 2020 zadebiutował w Pucharze Świata, zajmując 47. lokatę w konkursie w Ruce, a dzień później w tym samym miejscu zdobył pierwsze punkty tego cyklu, plasując się na 22. pozycji. Wobec serii zakażeń wirusem SARS-CoV-2 w kadrze austriackiej został powołany na rozgrywane w grudniu 2020 w Planicy Mistrzostwa Świata w Lotach Narciarskich 2020. Zajął na nich 34. lokatę w rywalizacji indywidualnej oraz 6. w drużynie. W dalszej części sezonu w Pucharze Świata wystąpił raz, zajmując 49. miejsce w konkursie w Innbrucku, a w Pucharze Kontynentalnym najwyżej klasyfikowany był na 11. pozycji.
17 lipca 2021 zadebiutował w Letnim Grand Prix, zajmując 28. miejsce w zawodach w Wiśle. Dzień później zajął 18. lokatę. W ramach Letniego Pucharu Kontynentalnego 2021 zajął 3. miejsce w Oslo i zwyciężył w Klingenthal.
Na Zimowej Uniwersjadzie 2023 zdobył brązowy medal w zawodach indywidualnych oraz złoty w drużynie męskiej. W lutym 2023 wystąpił w konkursie Pucharu Świata w Râșnovie, w którym zajął 35. pozycję. W sezonie 2022/2023 FIS Cupu raz stanął na podium, zwyciężając w marcowym konkursie w Oberhofie.
W Pucharze Kontynentalnym 2023/2024 najwyżej sklasyfikowany był na 4. miejscu, 13 stycznia 2024 w Innsbrucku. W konkursach FIS Cupu 2023/2024 raz zwyciężył i czterokrotnie zajął 2. pozycję. Cykl ukończył na 3. miejscu w klasyfikacji generalnej. W FIS Cupie 2024/2025 raz zajął 2. i raz 3. lokatę.

## Mistrzostwa świata w lotach

### Indywidualnie
| 2020 Planica | – | 34. miejsce |

### Drużynowo
| 2020 Planica | – | 6. miejsce |

### Starty T. P. Kahofera na mistrzostwach świata w lotach – szczegółowo
| Miejsce | Dzień         | Rok  | Miejscowość | Skocznia  | Punkt K | HS     | Konkurs  | Skok 1  | Skok 2  | Skok 3  | Skok 4  | Nota                   | Strata    | Zwycięzca   |
| ------- | ------------- | ---- | ----------- | --------- | ------- | ------ | -------- | ------- | ------- | ------- | ------- | ---------------------- | --------- | ----------- |
| 34.     | 11–12 grudnia | 2020 | Planica     | Letalnica | K-200   | HS-240 | indywid. | 181,5 m | –       | –       | –       | 151,4 pkt              | 725,8 pkt | Karl Geiger |
| 6.      | 13 grudnia    | 2020 | Planica     | Letalnica | K-200   | HS-240 | druż.    | 129,5 m | 129,5 m | 197,0 m | 197,0 m | 1422,1 pkt (257,5 pkt) | 305,6 pkt | Norwegia    |

## Uniwersjada

### Indywidualnie
| 2023 Lake Placid | – | brązowy medal |

### Drużynowo
| 2023 Lake Placid | – | złoty medal |

### Starty T. P. Kahofera na uniwersjadzie – szczegółowo
| Miejsce | Dzień       | Rok  | Miejscowość | Skocznia            | Punkt K | HS     | Konkurs  | Skok 1 | Skok 2 | Nota                  | Strata  | Zwycięzca      |
| ------- | ----------- | ---- | ----------- | ------------------- | ------- | ------ | -------- | ------ | ------ | --------------------- | ------- | -------------- |
| 3.      | 16 stycznia | 2023 | Lake Placid | MacKenzie Intervale | K-90    | HS-100 | indywid. | 91,0 m | 92,5 m | 248,8 pkt             | 8,5 pkt | Danił Wasiljew |
| 1.      | 20 stycznia | 2023 | Lake Placid | MacKenzie Intervale | K-90    | HS-100 | druż.    | 91,0 m | 86,0 m | 470,5 pkt (228,7 pkt) | –       | –              |

## Puchar Świata

### Miejsca w klasyfikacji generalnej
| Sezon     | Miejsce |
| --------- | ------- |
| 2020/2021 | 64.     |

### Miejsca w poszczególnych konkursach indywidualnychPucharu Świata
stan po zakończeniu sezonu 2024/2025
| Źródło | Źródło      | Źródło     | Źródło            | Źródło                 | Źródło                 | Źródło          | Źródło           | Źródło                       | Źródło                       | Źródło              | Źródło                 | Źródło                 | Źródło         | Źródło        | Źródło          | Źródło                | Źródło                | Źródło            | Źródło          | Źródło            | Źródło            | Źródło        | Źródło        | Źródło        | Źródło            | Źródło            | Źródło          | Źródło          | Źródło      | Źródło        | Źródło        | Źródło | Źródło | Źródło | Źródło | Źródło | Źródło | Źródło | Źródło | Źródło | Źródło | Źródło | Źródło | Źródło | Źródło | Źródło | Źródło | Źródło | Źródło |
| --- | ----------- | ---------- | ----------------- | ---------------------- | ---------------------- | --------------- | ---------------- | ---------------------------- | ---------------------------- | ------------------- | ---------------------- | ---------------------- | -------------- | ------------- | --------------- | --------------------- | --------------------- | ----------------- | --------------- | ----------------- | ----------------- | ------------- | ------------- | ------------- | ----------------- | ----------------- | --------------- | --------------- | ----------- | ------------- | ------------- | ------ | ------ | ------ | ------ | ------ | ------ | ------ | ------ | ------ | ------ | ------ | ------ | ------ | ------ | ------ | ------ | ------ | ------ |
| Sezon 2020/2021 |             |            |                   |                        |                        |                 |                  |                              |                              |                     |                        |                        |                |               |                 |                       |                       |                   |                 |                   |                   |               |               |               |                   |                   |                 |                 |             |               |               |        |        |        |        |        |        |        |        |        |        |        |        |        |        |        |        |        |        |
| Wisła HS134 | Ruka HS142  | Ruka HS142 | Niżny Tagił HS134 | Niżny Tagił HS134      | Engelberg HS140        | Engelberg HS140 | Oberstdorf HS137 | Garmisch-Partenkirchen HS142 | Innsbruck HS128              | Bischofshofen HS142 | Titisee-Neustadt HS142 | Titisee-Neustadt HS142 | Zakopane HS140 | Lahti HS130   | Willingen HS147 | Willingen HS147       | Klingenthal HS140     | Klingenthal HS140 | Zakopane HS140  | Zakopane HS140    | Râșnov HS97       | Planica HS240 | Planica HS240 | Planica HS240 | punkty            | punkty            | punkty          | punkty          | punkty      | punkty        | punkty        | punkty | punkty | punkty | punkty | punkty | punkty | punkty | punkty | punkty | punkty | punkty | punkty |        |        |        |        |        |        |
| - | 47          | 22         | -                 | -                      | -                      | -               | -                | -                            | 49                           | -                   | -                      | -                      | -              | -             | -               | -                     | -                     | -                 | -               | -                 | -                 | -             | -             | -             | 9                 | 9                 | 9               | 9               | 9           | 9             | 9             | 9      | 9      | 9      | 9      | 9      | 9      | 9      | 9      | 9      | 9      | 9      | 9      |        |        |        |        |        |        |
| Sezon 2022/2023 |             |            |                   |                        |                        |                 |                  |                              |                              |                     |                        |                        |                |               |                 |                       |                       |                   |                 |                   |                   |               |               |               |                   |                   |                 |                 |             |               |               |        |        |        |        |        |        |        |        |        |        |        |        |        |        |        |        |        |        |
| Wisła HS134 | Wisła HS134 | Ruka HS142 | Ruka HS142        | Titisee-Neustadt HS142 | Titisee-Neustadt HS142 | Engelberg HS140 | Engelberg HS140  | Oberstdorf HS137             | Garmisch-Partenkirchen HS142 | Innsbruck HS128     | Bischofshofen HS142    | Zakopane HS140         | Sapporo HS137  | Sapporo HS137 | Sapporo HS137   | Bad Mitterndorf HS235 | Bad Mitterndorf HS235 | Willingen HS147   | Willingen HS147 | Lake Placid HS128 | Lake Placid HS128 | Râșnov HS97   | Oslo HS134    | Oslo HS134    | Lillehammer HS140 | Lillehammer HS140 | Vikersund HS240 | Vikersund HS240 | Lahti HS130 | Planica HS240 | Planica HS240 | punkty |        |        |        |        |        |        |        |        |        |        |        |        |        |        |        |        |        |
| - | -           | -          | -                 | -                      | -                      | -               | -                | -                            | -                            | -                   | -                      | -                      | -              | -             | -               | -                     | -                     | -                 | -               | -                 | -                 | 35            | -             | -             | -                 | -                 | -               | -               | -           | -             | -             | 0      |        |        |        |        |        |        |        |        |        |        |        |        |        |        |        |        |        |
| Legenda |             |            |                   |                        |                        |                 |                  |                              |                              |                     |                        |                        |                |               |                 |                       |                       |                   |                 |                   |                   |               |               |               |                   |                   |                 |                 |             |               |               |        |        |        |        |        |        |        |        |        |        |        |        |        |        |        |        |        |        |
| 1 2 3 4-10 11-30 poniżej 30 dq – dyskwalifikacja q – dyskwalifikacja w kwalifikacjach q – zawodnik nie zakwalifikował się - – zawodnik nie wystartował |             |            |                   |                        |                        |                 |                  |                              |                              |                     |                        |                        |                |               |                 |                       |                       |                   |                 |                   |                   |               |               |               |                   |                   |                 |                 |             |               |               |        |        |        |        |        |        |        |        |        |        |        |        |        |        |        |        |        |        |

### Turniej Czterech Skoczni

#### Miejsca w klasyfikacji generalnej
| Sezon     | Miejsce |
| --------- | ------- |
| 2020/2021 | 69.     |

## Letnie Grand Prix

### Miejsca w klasyfikacji generalnej
| Sezon | Miejsce |
| ----- | ------- |
| 2021  | 66.     |

### Miejsca w poszczególnych konkursach indywidualnychLGP
stan po zakończeniu LGP 2024
| Źródło | Źródło      | Źródło           | Źródło           | Źródło           | Źródło            | Źródło          | Źródło            | Źródło | Źródło | Źródło | Źródło | Źródło | Źródło | Źródło | Źródło | Źródło | Źródło | Źródło | Źródło | Źródło | Źródło | Źródło | Źródło | Źródło | Źródło | Źródło |
| --- | ----------- | ---------------- | ---------------- | ---------------- | ----------------- | --------------- | ----------------- | ------ | ------ | ------ | ------ | ------ | ------ | ------ | ------ | ------ | ------ | ------ | ------ | ------ | ------ | ------ | ------ | ------ | ------ | ------ |
| 2021 |             |                  |                  |                  |                   |                 |                   |        |        |        |        |        |        |        |        |        |        |        |        |        |        |        |        |        |        |        |
| Wisła HS134 | Wisła HS134 | Courchevel HS135 | Szczuczyńsk HS99 | Szczuczyńsk HS99 | Czajkowskij HS140 | Hinzenbach HS90 | Klingenthal HS140 | punkty |        |        |        |        |        |        |        |        |        |        |        |        |        |        |        |        |        |        |
| 28 | 18          | -                | -                | -                | -                 | -               | -                 | 16     |        |        |        |        |        |        |        |        |        |        |        |        |        |        |        |        |        |        |
| Legenda |             |                  |                  |                  |                   |                 |                   |        |        |        |        |        |        |        |        |        |        |        |        |        |        |        |        |        |        |        |
| 1 2 3 4-10 11-30 poniżej 30 dq – dyskwalifikacja q – dyskwalifikacja w kwalifikacjach q – zawodnik nie zakwalifikował się - – zawodnik nie wystartował |             |                  |                  |                  |                   |                 |                   |        |        |        |        |        |        |        |        |        |        |        |        |        |        |        |        |        |        |        |

## Puchar Kontynentalny

### Miejsca w klasyfikacji generalnej
| Sezon     | Miejsce |
| --------- | ------- |
| 2019/2020 | 81.     |
| 2020/2021 | 39.     |
| 2023/2024 | 25.     |

### Miejsca w poszczególnych konkursachPucharu Kontynentalnego
stan po zakończeniu sezonu 2024/2025
| Źródło                                                                        | Źródło            | Źródło     | Źródło          | Źródło              | Źródło              | Źródło                       | Źródło                       | Źródło          | Źródło          | Źródło          | Źródło            | Źródło            | Źródło           | Źródło              | Źródło              | Źródło            | Źródło            | Źródło            | Źródło              | Źródło              | Źródło        | Źródło        | Źródło      | Źródło      | Źródło         | Źródło         | Źródło | Źródło | Źródło | Źródło | Źródło | Źródło | Źródło | Źródło | Źródło | Źródło | Źródło | Źródło | Źródło | Źródło | Źródło | Źródło | Źródło | Źródło | Źródło | Źródło | Źródło | Źródło | Źródło | Źródło | Źródło | Źródło | Źródło | Źródło | Źródło | Źródło | Źródło | Źródło | Źródło |        |
| ----------------------------------------------------------------------------- | ----------------- | ---------- | --------------- | ------------------- | ------------------- | ---------------------------- | ---------------------------- | --------------- | --------------- | --------------- | ----------------- | ----------------- | ---------------- | ------------------- | ------------------- | ----------------- | ----------------- | ----------------- | ------------------- | ------------------- | ------------- | ------------- | ----------- | ----------- | -------------- | -------------- | ------ | ------ | ------ | ------ | ------ | ------ | ------ | ------ | ------ | ------ | ------ | ------ | ------ | ------ | ------ | ------ | ------ | ------ | ------ | ------ | ------ | ------ | ------ | ------ | ------ | ------ | ------ | ------ | ------ | ------ | ------ | ------ | ------ | ------ |
| Sezon 2019/2020                                                               |                   |            |                 |                     |                     |                              |                              |                 |                 |                 |                   |                   |                  |                     |                     |                   |                   |                   |                     |                     |               |               |             |             |                |                |        |        |        |        |        |        |        |        |        |        |        |        |        |        |        |        |        |        |        |        |        |        |        |        |        |        |        |        |        |        |        |        |        |        |
| Vikersund HS117                                                               | Vikersund HS117   | Ruka HS142 | Ruka HS142      | Bischofshofen HS142 | Bischofshofen HS142 | Klingenthal HS140            | Klingenthal HS140            | Sapporo HS137   | Sapporo HS137   | Planica HS138   | Planica HS138     | Brotterode HS117  | Brotterode HS117 | Iron Mountain HS133 | Iron Mountain HS133 | Predazzo HS104    | Predazzo HS104    | Rena HS139        | Lahti HS130         | Lahti HS130         | punkty        | punkty        | punkty      | punkty      | punkty         | punkty         | punkty | punkty | punkty | punkty | punkty | punkty | punkty | punkty | punkty | punkty | punkty | punkty | punkty | punkty | punkty | punkty | punkty | punkty | punkty | punkty | punkty | punkty | punkty | punkty | punkty | punkty | punkty | punkty | punkty | punkty | punkty | punkty | punkty | punkty |
| -                                                                             | -                 | -          | -               | -                   | -                   | -                            | -                            | -               | -               | -               | -                 | -                 | -                | -                   | -                   | -                 | -                 | -                 | 24                  | 17                  | 21            | 21            | 21          | 21          | 21             | 21             | 21     | 21     | 21     | 21     | 21     | 21     | 21     | 21     | 21     | 21     | 21     | 21     | 21     | 21     | 21     | 21     | 21     | 21     | 21     | 21     | 21     | 21     | 21     | 21     | 21     | 21     | 21     | 21     | 21     | 21     | 21     | 21     | 21     | 21     |
| Sezon 2020/2021                                                               |                   |            |                 |                     |                     |                              |                              |                 |                 |                 |                   |                   |                  |                     |                     |                   |                   |                   |                     |                     |               |               |             |             |                |                |        |        |        |        |        |        |        |        |        |        |        |        |        |        |        |        |        |        |        |        |        |        |        |        |        |        |        |        |        |        |        |        |        |        |
| Ruka HS142                                                                    | Ruka HS142        | Ruka HS142 | Engelberg HS140 | Engelberg HS140     | Innsbruck HS128     | Innsbruck HS128              | Willingen HS147              | Willingen HS147 | Willingen HS147 | Willingen HS147 | Klingenthal HS140 | Klingenthal HS140 | Brotterode HS117 | Brotterode HS117    | Zakopane HS140      | Zakopane HS140    | Czajkowskij HS140 | Czajkowskij HS140 | punkty              | punkty              | punkty        | punkty        | punkty      | punkty      | punkty         | punkty         | punkty | punkty | punkty | punkty | punkty | punkty | punkty | punkty | punkty | punkty | punkty | punkty | punkty | punkty | punkty | punkty | punkty | punkty | punkty | punkty | punkty | punkty | punkty | punkty | punkty | punkty | punkty | punkty | punkty | punkty | punkty | punkty |        |        |
| 11                                                                            | 27                | 32         | -               | -                   | 32                  | 22                           | 11                           | 24              | 29              | 36              | 25                | 25                | 19               | 17                  | -                   | -                 | -                 | -                 | 108                 | 108                 | 108           | 108           | 108         | 108         | 108            | 108            | 108    | 108    | 108    | 108    | 108    | 108    | 108    | 108    | 108    | 108    | 108    | 108    | 108    | 108    | 108    | 108    | 108    | 108    | 108    | 108    | 108    | 108    | 108    | 108    | 108    | 108    | 108    | 108    | 108    | 108    | 108    | 108    |        |        |
| Sezon 2023/2024                                                               |                   |            |                 |                     |                     |                              |                              |                 |                 |                 |                   |                   |                  |                     |                     |                   |                   |                   |                     |                     |               |               |             |             |                |                |        |        |        |        |        |        |        |        |        |        |        |        |        |        |        |        |        |        |        |        |        |        |        |        |        |        |        |        |        |        |        |        |        |        |
| Lillehammer HS140                                                             | Lillehammer HS140 | Ruka HS142 | Ruka HS142      | Engelberg HS140     | Engelberg HS140     | Garmisch-Partenkirchen HS142 | Garmisch-Partenkirchen HS142 | Innsbruck HS128 | Innsbruck HS128 | Sapporo HS137   | Sapporo HS137     | Sapporo HS137     | Willingen HS147  | Willingen HS147     | Lillehammer HS140   | Lillehammer HS140 | Brotterode HS117  | Brotterode HS117  | Iron Mountain HS133 | Iron Mountain HS133 | Planica HS138 | Planica HS138 | Lahti HS130 | Lahti HS130 | Zakopane HS140 | Zakopane HS140 | punkty |        |        |        |        |        |        |        |        |        |        |        |        |        |        |        |        |        |        |        |        |        |        |        |        |        |        |        |        |        |        |        |        |        |
| -                                                                             | -                 | -          | -               | -                   | -                   | -                            | -                            | 4               | 8               | 14              | 17                | 5                 | 13               | 13                  | 7                   | 17                | -                 | -                 | -                   | -                   | -             | -             | -           | -           | -              | -              | 249    |        |        |        |        |        |        |        |        |        |        |        |        |        |        |        |        |        |        |        |        |        |        |        |        |        |        |        |        |        |        |        |        |        |
| Legenda                                                                       |                   |            |                 |                     |                     |                              |                              |                 |                 |                 |                   |                   |                  |                     |                     |                   |                   |                   |                     |                     |               |               |             |             |                |                |        |        |        |        |        |        |        |        |        |        |        |        |        |        |        |        |        |        |        |        |        |        |        |        |        |        |        |        |        |        |        |        |        |        |
| 1 2 3 4-10 11-30 poniżej 30 dq – dyskwalifikacja - – zawodnik nie wystartował |                   |            |                 |                     |                     |                              |                              |                 |                 |                 |                   |                   |                  |                     |                     |                   |                   |                   |                     |                     |               |               |             |             |                |                |        |        |        |        |        |        |        |        |        |        |        |        |        |        |        |        |        |        |        |        |        |        |        |        |        |        |        |        |        |        |        |        |        |        |

## Letni Puchar Kontynentalny

### Miejsca w klasyfikacji generalnej
| Sezon | Miejsce |
| ----- | ------- |
| 2020  | 4.      |
| 2021  | 7.      |

### Zwycięstwa w konkursach indywidualnych LPK chronologicznie
| Lp. | Dzień       | Rok  | Miejscowość | Skocznia       | Punkt K | HS     | Skok 1  | Skok 2  | Nota      |
| --- | ----------- | ---- | ----------- | -------------- | ------- | ------ | ------- | ------- | --------- |
| 1.  | 25 września | 2021 | Klingenthal | Vogtland Arena | K-125   | HS-140 | 138,5 m | 125,0 m | 235,7 pkt |

### Miejsca na podium w konkursach indywidualnych LPK chronologicznie
| Lp. | Dzień       | Rok  | Miejscowość | Skocznia          | Punkt K | HS     | Skok 1  | Skok 2  | Nota      | Lok. | Strata  | Zwycięzca               |
| --- | ----------- | ---- | ----------- | ----------------- | ------- | ------ | ------- | ------- | --------- | ---- | ------- | ----------------------- |
| 1.  | 19 września | 2020 | Wisła       | im. Adama Małysza | K-120   | HS-134 | 120,0 m | 131,5 m | 255,4 pkt | 3.   | 7,3 pkt | Martin Hamann           |
| 2.  | 18 września | 2021 | Oslo        | Midtstubakken     | K-95    | HS-106 | 98,0 m  | 103,5 m | 234,9 pkt | 3.   | 3,0 pkt | Andreas Granerud Buskum |
| 3.  | 25 września | 2021 | Klingenthal | Vogtland Arena    | K-125   | HS-140 | 138,5 m | 125,0 m | 235,7 pkt | 1.   | –       | –                       |

### Miejsca w poszczególnych konkursachLetniego Pucharu Kontynentalnego
stan po zakończeniu LPK 2024
| Źródło                                                                        | Źródło       | Źródło         | Źródło         | Źródło      | Źródło      | Źródło              | Źródło              | Źródło     | Źródło     | Źródło            | Źródło            | Źródło | Źródło | Źródło | Źródło | Źródło | Źródło | Źródło | Źródło | Źródło | Źródło | Źródło | Źródło | Źródło | Źródło | Źródło |
| ----------------------------------------------------------------------------- | ------------ | -------------- | -------------- | ----------- | ----------- | ------------------- | ------------------- | ---------- | ---------- | ----------------- | ----------------- | ------ | ------ | ------ | ------ | ------ | ------ | ------ | ------ | ------ | ------ | ------ | ------ | ------ | ------ | ------ |
| 2020                                                                          |              |                |                |             |             |                     |                     |            |            |                   |                   |        |        |        |        |        |        |        |        |        |        |        |        |        |        |        |
| Wisła HS134                                                                   | Wisła HS134  | punkty         | punkty         | punkty      | punkty      | punkty              | punkty              | punkty     | punkty     | punkty            | punkty            | punkty | punkty | punkty | punkty | punkty | punkty | punkty | punkty | punkty |        |        |        |        |        |        |
| 7                                                                             | 3            | 96             | 96             | 96          | 96          | 96                  | 96                  | 96         | 96         | 96                | 96                | 96     | 96     | 96     | 96     | 96     | 96     | 96     | 96     | 96     |        |        |        |        |        |        |
| 2021                                                                          |              |                |                |             |             |                     |                     |            |            |                   |                   |        |        |        |        |        |        |        |        |        |        |        |        |        |        |        |
| Kuopio HS127                                                                  | Kuopio HS127 | Frenštát HS106 | Frenštát HS106 | Râșnov HS97 | Râșnov HS97 | Bischofshofen HS142 | Bischofshofen HS142 | Oslo HS106 | Oslo HS106 | Klingenthal HS140 | Klingenthal HS140 | punkty |        |        |        |        |        |        |        |        |        |        |        |        |        |        |
| -                                                                             | -            | -              | -              | -           | -           | 8                   | 15                  | 3          | 11         | 1                 | 31                | 232    |        |        |        |        |        |        |        |        |        |        |        |        |        |        |
| Legenda                                                                       |              |                |                |             |             |                     |                     |            |            |                   |                   |        |        |        |        |        |        |        |        |        |        |        |        |        |        |        |
| 1 2 3 4-10 11-30 poniżej 30 dq – dyskwalifikacja - − zawodnik nie wystartował |              |                |                |             |             |                     |                     |            |            |                   |                   |        |        |        |        |        |        |        |        |        |        |        |        |        |        |        |

## FIS Cup

### Miejsca w klasyfikacji generalnej
| Sezon     | Miejsce |
| --------- | ------- |
| 2019/2020 | 19.     |
| 2020/2021 | 22.     |
| 2021/2022 | 29.     |
| 2022/2023 | 13.     |
| 2023/2024 | 3.      |
| 2024/2025 | 10.     |

### Zwycięstwa w konkursach indywidualnych FIS Cupu chronologicznie
| 1. | 5 marca | 2023 | Oberhof | Rennsteigschanze | K-90 | HS-100 | 94,0 m  | 100,5 m | 252,3 pkt |
| 2. | 2 marca | 2024 | Oberhof | Rennsteigschanze | K-90 | HS-100 | 105,0 m | 101,5 m | 288,8 pkt |

### Miejsca na podium w konkursach indywidualnych FIS Cupu chronologicznie
| 1.  | 20 stycznia    | 2021 | Szczyrk    | Skalite              | K-95  | HS-104 | 106,5 m | 94,0 m  | 252,0 pkt | 2. | 3,1 pkt | Philipp Raimund    |
| 2.  | 11 grudnia     | 2021 | Kandersteg | Lötschberg-Schanze   | K-95  | HS-106 | 98,0 m  | 105,5 m | 247,6 pkt | 2. | 3,0 pkt | Francisco Mörth    |
| 3.  | 5 marca        | 2023 | Oberhof    | Rennsteigschanze     | K-90  | HS-100 | 94,0 m  | 100,5 m | 252,3 pkt | 1. | –       | –                  |
| 4.  | 7 października | 2023 | Villach    | Villacher Alpenarena | K-90  | HS-98  | 96,0 m  | 98,0 m  | 233,6 pkt | 2. | 7,8 pkt | Stefan Rainer      |
| 5.  | 8 października | 2023 | Villach    | Villacher Alpenarena | K-90  | HS-98  | 95,0 m  | 95,5 m  | 242,7 pkt | 2. | 1,3 pkt | Stefan Rainer      |
| 6.  | 7 stycznia     | 2024 | Falun      | Lugnet               | K-90  | HS-100 | 99,0 m  | 96,5 m  | 257,8 pkt | 2. | 0,7 pkt | Ulrich Wohlgenannt |
| 7.  | 2 marca        | 2024 | Oberhof    | Rennsteigschanze     | K-90  | HS-100 | 105,0 m | 101,5 m | 288,8 pkt | 1. | –       | –                  |
| 8.  | 3 marca        | 2024 | Oberhof    | Rennsteigschanze     | K-90  | HS-100 | 98,5 m  | 96,5 m  | 271,4 pkt | 2. | 6,7 pkt | Ulrich Wohlgenannt |
| 9.  | 28 września    | 2024 | Einsiedeln | im. Andreasa Küttela | K-105 | HS-117 | 113,5 m | 106,5 m | 243,5 pkt | 2. | 4,2 pkt | Ulrich Wohlgenannt |
| 10. | 29 września    | 2024 | Einsiedeln | im. Andreasa Küttela | K-105 | HS-117 | 113,0 m | 110,0 m | 235,4 pkt | 3. | 9,9 pkt | Stefan Rainer      |

### Miejsca w poszczególnych konkursachFIS Cupu
stan po zakończeniu sezonu 2024/2025
| Sezon 2018/2019                                                               |                    |                  |                  |                  |                  |                  |                  |                  |                  |                  |                  |               |               |                      |                      |                |                |                |                |               |               |                |                |               |               |                |                |        |        |        |        |        |        |        |        |        |        |        |        |        |        |
| Villach HS98                                                                  | Villach HS98       | Szczyrk HS106    | Szczyrk HS106    | Râșnov HS97      | Râșnov HS97      | Notodden HS100   | Notodden HS100   | Park City HS100  | Park City HS100  | Zakopane HS140   | Zakopane HS140   | Planica HS102 | Planica HS102 | Rastbüchl HS78       | Rastbüchl HS78       | Villach HS98   | Villach HS98   | punkty         | punkty         | punkty        | punkty        | punkty         | punkty         | punkty        | punkty        | punkty         | punkty         | punkty | punkty | punkty | punkty | punkty | punkty | punkty | punkty | punkty |        |        |        |        |        |
| -                                                                             | -                  | -                | -                | -                | -                | -                | -                | -                | -                | -                | -                | -             | -             | -                    | -                    | 42             | 42             | 0              | 0              | 0             | 0             | 0              | 0              | 0             | 0             | 0              | 0              | 0      | 0      | 0      | 0      | 0      | 0      | 0      | 0      | 0      |        |        |        |        |        |
| Sezon 2019/2020                                                               |                    |                  |                  |                  |                  |                  |                  |                  |                  |                  |                  |               |               |                      |                      |                |                |                |                |               |               |                |                |               |               |                |                |        |        |        |        |        |        |        |        |        |        |        |        |        |        |
| Szczyrk HS104                                                                 | Szczyrk HS104      | Szczuczyńsk HS99 | Szczuczyńsk HS99 | Ljubno HS94      | Ljubno HS94      | Pjongczang HS109 | Pjongczang HS109 | Râșnov HS97      | Râșnov HS97      | Villach HS98     | Villach HS98     | Notodden HS98 | Notodden HS98 | Oberwiesenthal HS105 | Oberwiesenthal HS105 | Zakopane HS140 | Zakopane HS140 | Rastbüchl HS78 | Rastbüchl HS78 | Villach HS98  | Villach HS98  | punkty         | punkty         | punkty        | punkty        | punkty         | punkty         | punkty | punkty | punkty | punkty | punkty | punkty | punkty | punkty | punkty | punkty | punkty | punkty | punkty |        |
| -                                                                             | -                  | -                | -                | -                | -                | -                | -                | -                | -                | 5                | 10               | -             | -             | 57                   | 8                    | -              | -              | 13             | 6              | 11            | 12            | 209            | 209            | 209           | 209           | 209            | 209            | 209    | 209    | 209    | 209    | 209    | 209    | 209    | 209    | 209    | 209    | 209    | 209    | 209    |        |
| Sezon 2020/2021                                                               |                    |                  |                  |                  |                  |                  |                  |                  |                  |                  |                  |               |               |                      |                      |                |                |                |                |               |               |                |                |               |               |                |                |        |        |        |        |        |        |        |        |        |        |        |        |        |        |
| Râșnov HS97                                                                   | Râșnov HS97        | Kandersteg HS106 | Kandersteg HS106 | Zakopane HS140   | Zakopane HS140   | Szczyrk HS104    | Szczyrk HS104    | Lahti HS100      | Lahti HS100      | Villach HS98     | Villach HS98     | Oberhof HS100 | Oberhof HS100 | punkty               | punkty               | punkty         | punkty         | punkty         | punkty         | punkty        | punkty        | punkty         | punkty         | punkty        | punkty        | punkty         | punkty         | punkty | punkty | punkty | punkty | punkty |        |        |        |        |        |        |        |        |        |
| -                                                                             | -                  | -                | -                | -                | -                | 4                | 2                | -                | -                | -                | -                | -             | -             | 130                  | 130                  | 130            | 130            | 130            | 130            | 130           | 130           | 130            | 130            | 130           | 130           | 130            | 130            | 130    | 130    | 130    | 130    | 130    |        |        |        |        |        |        |        |        |        |
| Sezon 2021/2022                                                               |                    |                  |                  |                  |                  |                  |                  |                  |                  |                  |                  |               |               |                      |                      |                |                |                |                |               |               |                |                |               |               |                |                |        |        |        |        |        |        |        |        |        |        |        |        |        |        |
| Otepää HS97                                                                   | Otepää HS97        | Kuopio HS100     | Kuopio HS127     | Einsiedeln HS117 | Einsiedeln HS117 | Ljubno HS94      | Ljubno HS94      | Villach HS98     | Villach HS98     | Lahti HS100      | Lahti HS100      | Falun HS100   | Falun HS100   | Kandersteg HS106     | Kandersteg HS106     | Notodden HS98  | Notodden HS98  | Zakopane HS105 | Villach HS98   | Villach HS98  | Oberhof HS100 | Oberhof HS100  | punkty         | punkty        | punkty        | punkty         | punkty         | punkty | punkty | punkty | punkty | punkty | punkty | punkty | punkty | punkty | punkty | punkty | punkty | punkty | punkty |
| -                                                                             | -                  | -                | -                | -                | -                | -                | -                | -                | -                | -                | -                | -             | -             | 2                    | 10                   | 8              | 12             | -              | -              | -             | -             | -              | 160            | 160           | 160           | 160            | 160            | 160    | 160    | 160    | 160    | 160    | 160    | 160    | 160    | 160    | 160    | 160    | 160    | 160    | 160    |
| Sezon 2022/2023                                                               |                    |                  |                  |                  |                  |                  |                  |                  |                  |                  |                  |               |               |                      |                      |                |                |                |                |               |               |                |                |               |               |                |                |        |        |        |        |        |        |        |        |        |        |        |        |        |        |
| Frenštát HS106                                                                | Frenštát HS106     | Szczyrk HS104    | Szczyrk HS104    | Einsiedeln HS117 | Einsiedeln HS117 | Kranj HS109      | Kranj HS109      | Villach HS98     | Villach HS98     | Notodden HS98    | Notodden HS98    | Szczyrk HS104 | Szczyrk HS104 | Villach HS98         | Villach HS98         | Oberhof HS100  | Oberhof HS100  | Zakopane HS140 | Zakopane HS140 | punkty        | punkty        | punkty         | punkty         | punkty        | punkty        | punkty         | punkty         | punkty | punkty | punkty | punkty | punkty | punkty | punkty | punkty | punkty | punkty | punkty |        |        |        |
| dq                                                                            | 8                  | 53               | 20               | -                | -                | 46               | 32               | -                | -                | -                | -                | 6             | 7             | -                    | -                    | 5              | 1              | 11             | 12             | 310           | 310           | 310            | 310            | 310           | 310           | 310            | 310            | 310    | 310    | 310    | 310    | 310    | 310    | 310    | 310    | 310    | 310    | 310    |        |        |        |
| Sezon 2023/2024                                                               |                    |                  |                  |                  |                  |                  |                  |                  |                  |                  |                  |               |               |                      |                      |                |                |                |                |               |               |                |                |               |               |                |                |        |        |        |        |        |        |        |        |        |        |        |        |        |        |
| Szczyrk HS104                                                                 | Szczyrk HS104      | Einsiedeln HS117 | Einsiedeln HS117 | Villach HS98     | Villach HS98     | Râșnov HS97      | Râșnov HS97      | Kandersteg HS106 | Kandersteg HS106 | Notodden HS98    | Notodden HS98    | Falun HS100   | Falun HS100   | Szczyrk HS104        | Szczyrk HS104        | Oberhof HS100  | Oberhof HS100  | Zakopane HS140 | Zakopane HS140 | punkty        | punkty        | punkty         | punkty         | punkty        | punkty        | punkty         | punkty         | punkty | punkty | punkty | punkty | punkty | punkty | punkty | punkty | punkty | punkty | punkty |        |        |        |
| 19                                                                            | 23                 | -                | -                | 2                | 2                | -                | -                | 6                | 6                | 6                | 4                | 6             | 2             | -                    | -                    | 1              | 2              | 4              | 4              | 750           | 750           | 750            | 750            | 750           | 750           | 750            | 750            | 750    | 750    | 750    | 750    | 750    | 750    | 750    | 750    | 750    | 750    | 750    |        |        |        |
| Sezon 2024/2025                                                               |                    |                  |                  |                  |                  |                  |                  |                  |                  |                  |                  |               |               |                      |                      |                |                |                |                |               |               |                |                |               |               |                |                |        |        |        |        |        |        |        |        |        |        |        |        |        |        |
| Hinterzarten HS109                                                            | Hinterzarten HS109 | Frenštát HS106   | Frenštát HS106   | Szczyrk HS104    | Szczyrk HS104    | Kranj HS109      | Kranj HS109      | Villach HS98     | Villach HS98     | Einsiedeln HS117 | Einsiedeln HS117 | Otepää HS97   | Otepää HS97   | Otepää HS97          | Kandersteg HS106     | Notodden HS98  | Notodden HS98  | Falun HS100    | Falun HS100    | Szczyrk HS104 | Szczyrk HS104 | Eisenerz HS109 | Eisenerz HS109 | Oberhof HS100 | Oberhof HS100 | Zakopane HS140 | Zakopane HS140 | punkty |        |        |        |        |        |        |        |        |        |        |        |        |        |
| 14                                                                            | 5                  | -                | -                | 5                | 6                | -                | -                | 4                | 8                | 2                | 3                | -             | -             | -                    | 8                    | 7              | 9              | -              | -              | -             | -             | 21             | 16             | -             | -             | -              | -              | 492    |        |        |        |        |        |        |        |        |        |        |        |        |        |
| Legenda                                                                       |                    |                  |                  |                  |                  |                  |                  |                  |                  |                  |                  |               |               |                      |                      |                |                |                |                |               |               |                |                |               |               |                |                |        |        |        |        |        |        |        |        |        |        |        |        |        |        |
| 1 2 3 4-10 11-30 poniżej 30 dq – dyskwalifikacja - − zawodnik nie wystartował |                    |                  |                  |                  |                  |                  |                  |                  |                  |                  |                  |               |               |                      |                      |                |                |                |                |               |               |                |                |               |               |                |                |        |        |        |        |        |        |        |        |        |        |        |        |        |        |